# アイヒスフェルディア (小惑星)
アイヒスフェルディア (442 Eichsfeldia) は小惑星帯に位置するC型小惑星。ベスタ族と同じような軌道を回っているが、スペクトルからいってそのメンバーではないと考えられる。
マックス・ヴォルフとアルノルト・シュヴァスマンがハイデルベルクのケーニッヒシュトゥール天文台で発見した。ドイツの都市アイヒスフェルトに因んで名づけられた。